# 徐円朗
徐 円朗（じょ えんろう、生年不詳 - 623年）は、中国の隋末唐初の民衆叛乱の指導者。本貫は魯郡。

## 生涯
617年1月、魯郡で隋に反抗して起兵した。東は琅邪郡から、北は東平郡にいたるまでを領有し、兵は2万を越えた。李密につき、618年に李密が王世充に敗れると、竇建徳に従った。619年、円朗は唐に帰順して兗州総管に任ぜられ、魯郡公に封ぜられた。
621年、劉黒闥が起兵すると、円朗は任城で唐の葛国公盛彦師を捕らえて呼応した。魯王を自称して、劉黒闥の下で大行台元帥となった。兗州・鄆州・陳州・滑州・汝州・洛州・曹州・戴州の豪傑たちが唐の官吏を殺して呼応した。622年、唐の秦王李世民が劉黒闥を破ると、円朗は恐れてなすところを知らなかった。河間の劉復礼が、「彭城に劉世徹という者がおり、その才略は優れ、異相の持ち主であり、必ず王となる人物だと言われております。将軍が自立したいのであれば、恐れていては何もできません。劉世徹を迎えて立てるべきです」と円朗に説いた。円朗はこの策を是として、浚儀で劉世徹を迎えようとした。しかし盛彦師は円朗と劉世徹とが連係して唐に反抗されると厄介だと考え、「聞くところでは公は劉世徹を迎えるそうですが、お信じになりますか。公の滅亡に日がありませんぞ。翟譲が李密を用いてどうなったかはご存じでしょう」と説いた。円朗はこれを信じて、劉世徹がやってきたところを、その兵を奪い、やがて殺してしまった。円朗は唐の淮安王李神通と李勣の兵の攻撃を受けて連敗し、任瓌に兗州を包囲された。623年、円朗は進退窮まって、城を放棄し、数騎で夜間に逃亡していたところ、在野の人に殺された。

## 伝記資料
- 『旧唐書』巻55 列伝第5「徐円朗伝」
- 『新唐書』巻86 列伝第11「徐円朗伝」